# Chi Lạc tiên
Chi Lạc tiên (danh pháp khoa học: Passiflora) là một chi thực vật thuộc họ Lạc tiên (Passifloraceae). Chi này có 500 loài. Chúng chủ yếu là cây dây leo, có một số là cây bụi, và một số loài là cây thân thảo. Chi đơn loài Hollrungia có vẻ đã được tách ra từ chi này nhưng cần nghiên cứu thêm.

## Phân bố
Họ Passifloraceae có phân bố khắp các xứ nhiệt đới. Passiflora không hiện diện tại châu Phi, nơi có nhiều thành viên khác của họ Passifloraceae hiện diện (ví dụ như Adenia plesiomorphic). Chín loài Passiflora có nguồn gốc từ Mỹ, được tìm thấy từ Ohio ở phía bắc, phía tây đến California và phía nam tới Florida Keys. Hầu hết các loài khác được tìm thấy ở Nam Mỹ, Đông Á, Nam Á, New Guinea, bốn hoặc nhiều loài hơn ở Australia và một loài đặc hữu duy nhất ở New Zealand. Các loài mới tiếp tục được xác định: ví dụ, P. pardifolia và P. xishuangbannaensis chỉ được cộng đồng khoa học biết đến lần lượt vào năm 2006 và 2005.

## Các loài
- ‡ Passiflora actinia Hook.[1]
- Passiflora adenopoda DC.
- Passiflora affinis Engelm.

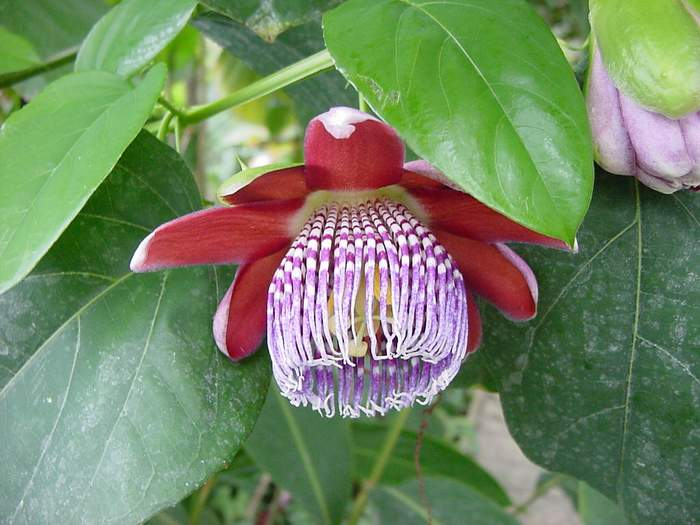
Passiflora alata

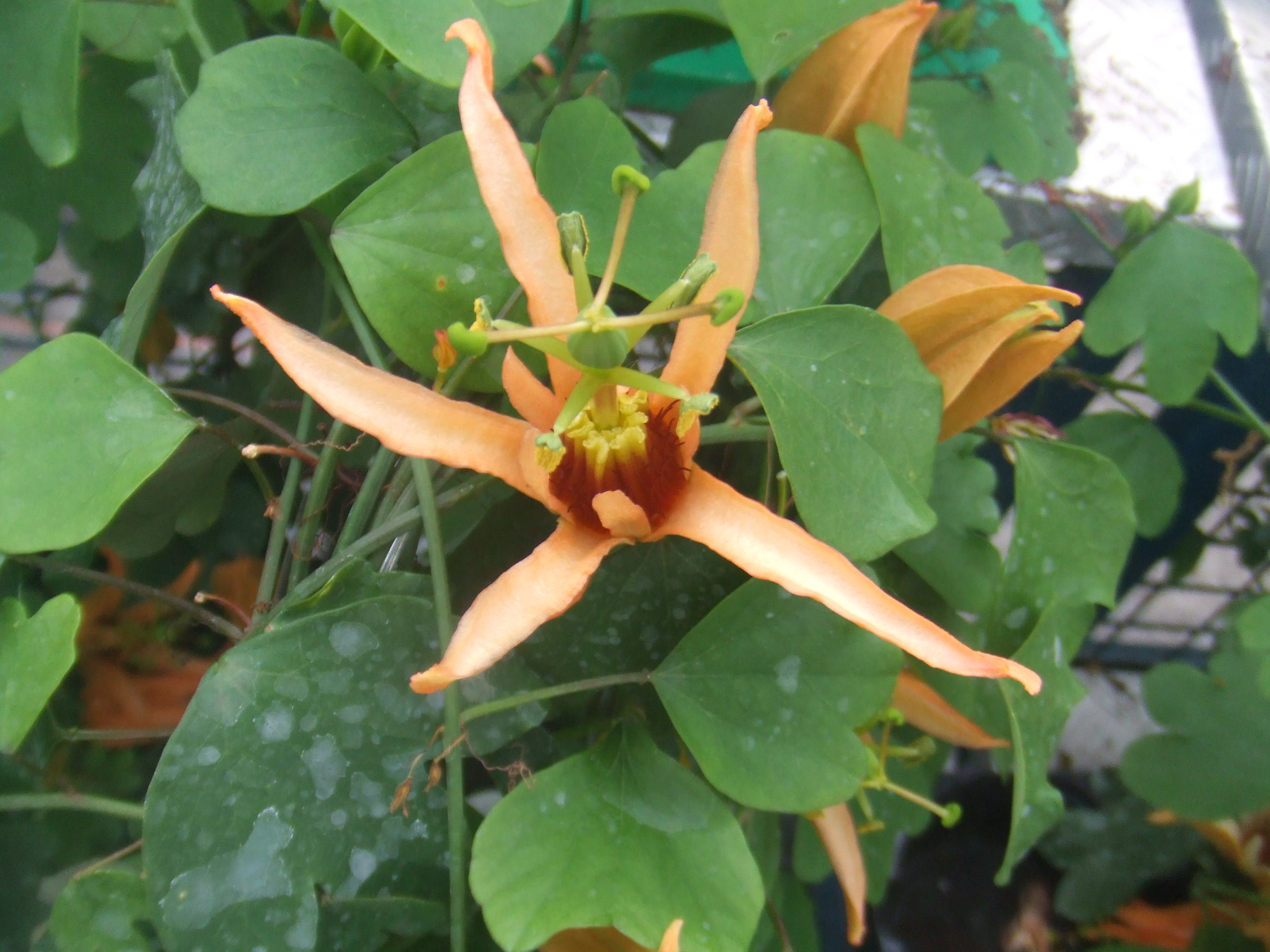
Passiflora aurantia

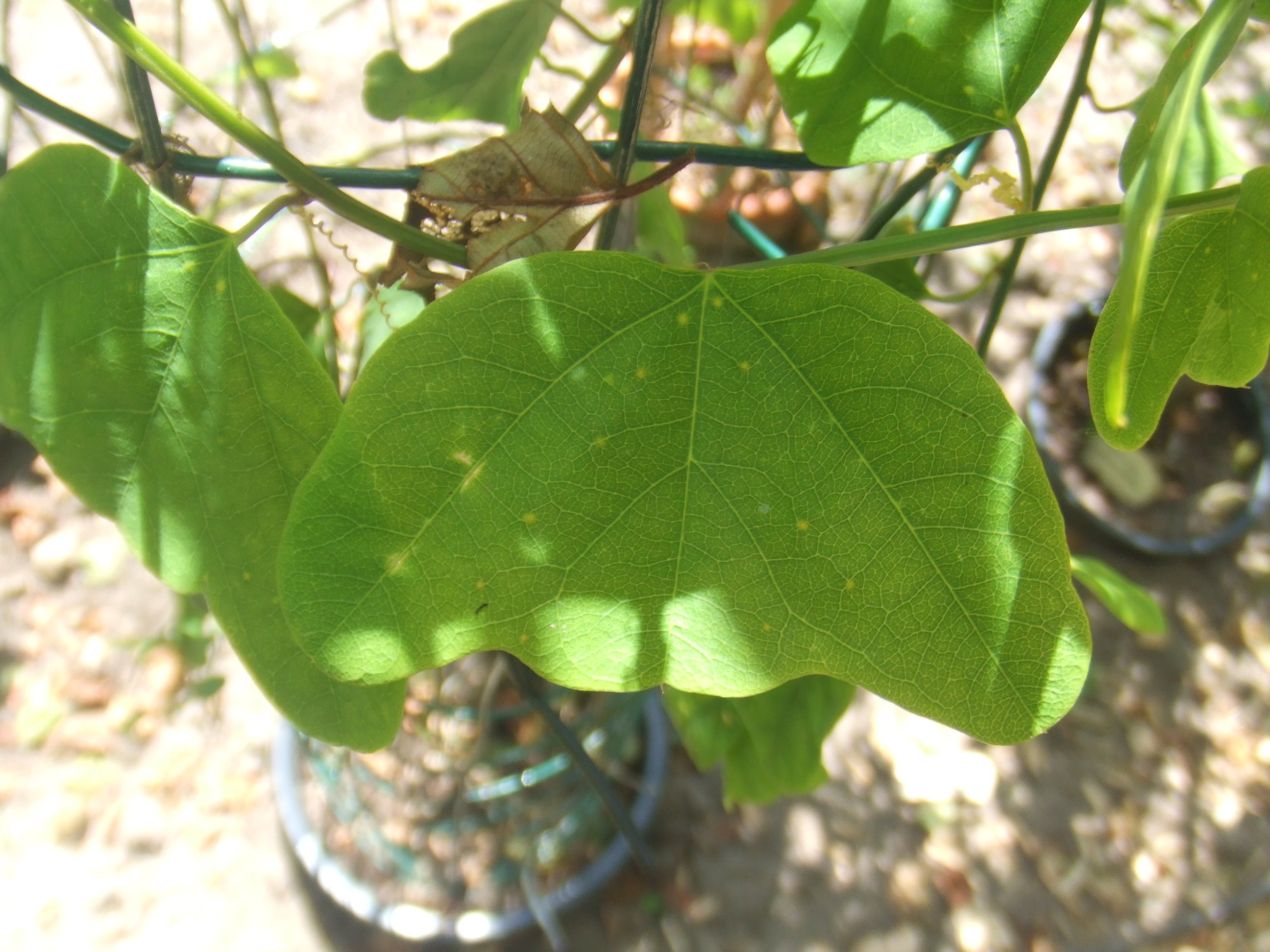
Passiflora biflora

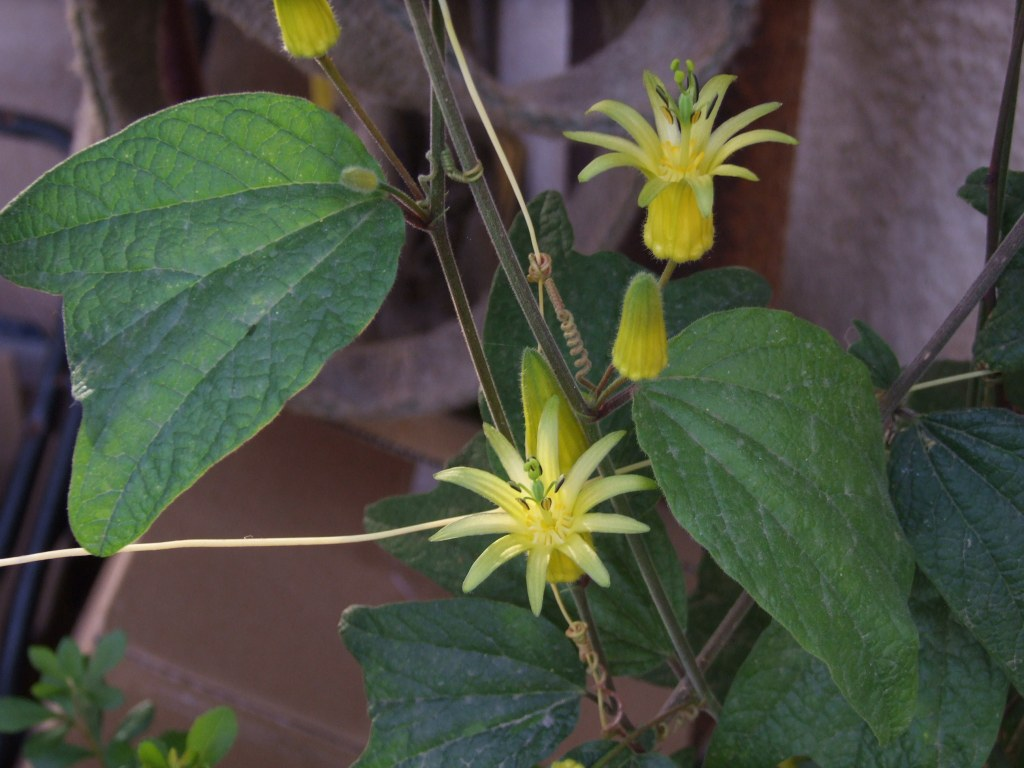
Passiflora citrina

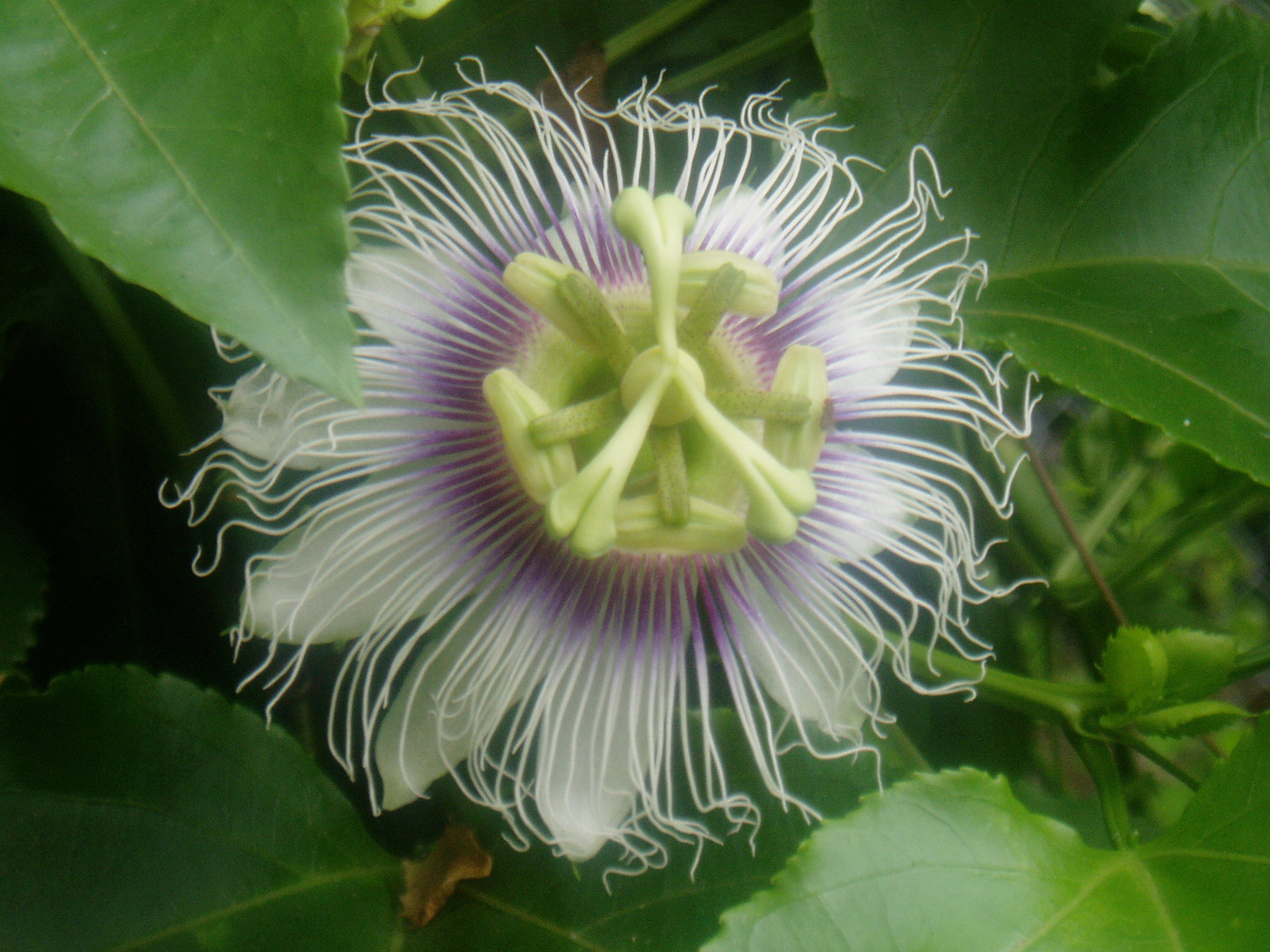
Passiflora edulis

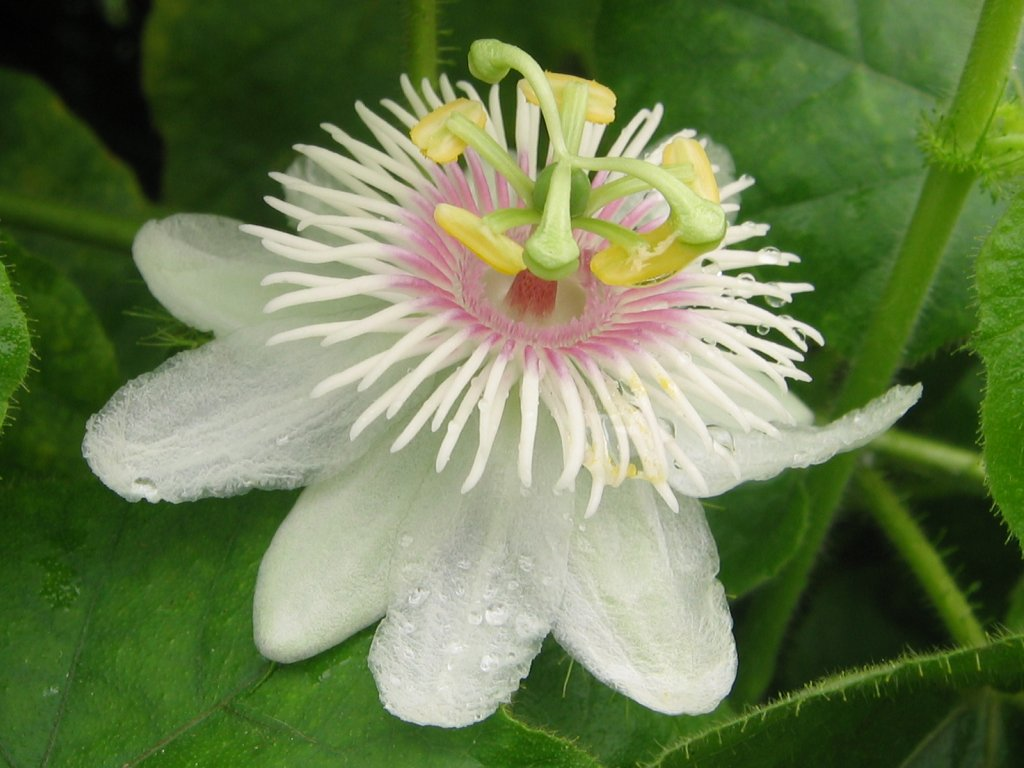
Passiflora foetida

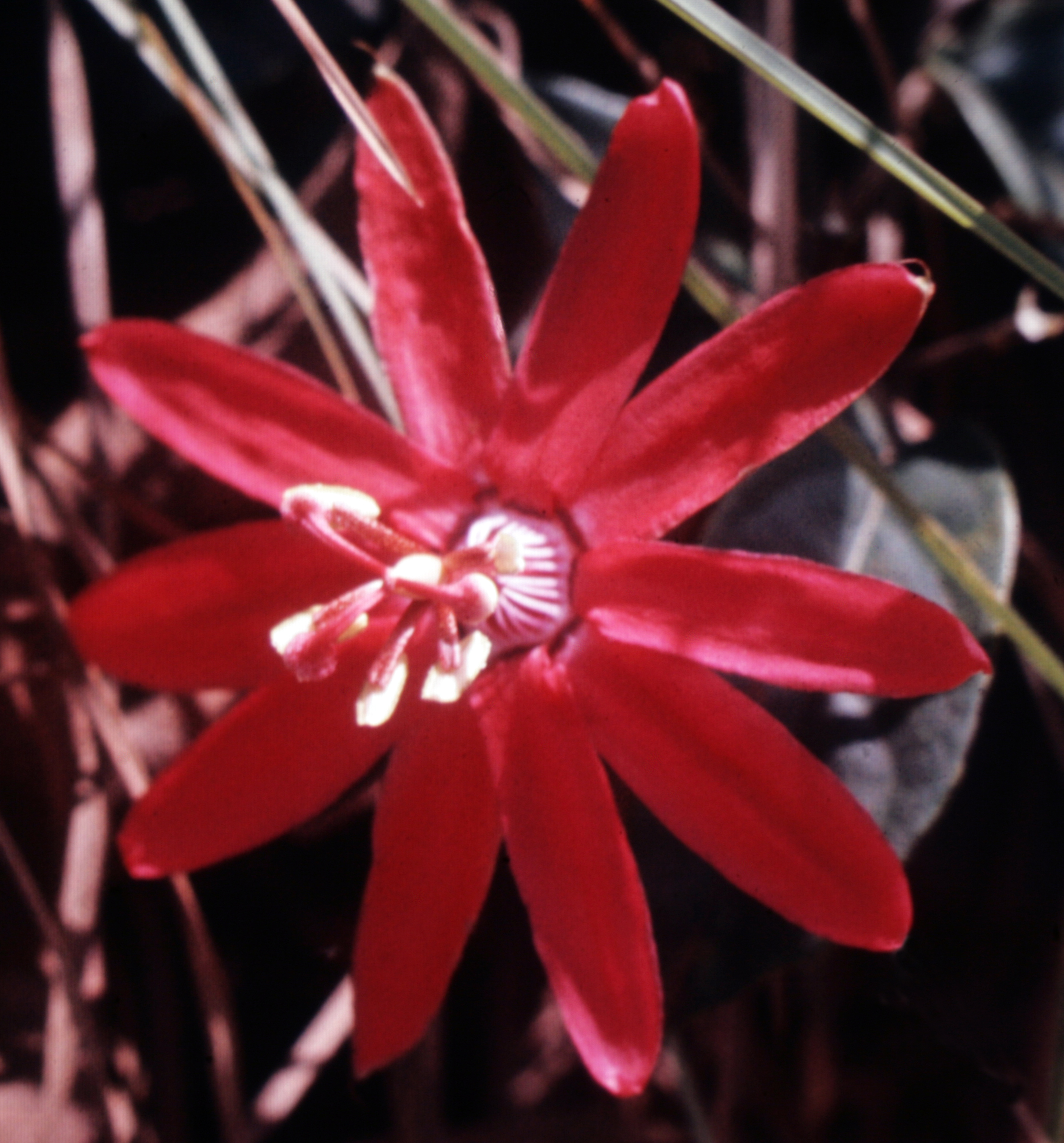
Passiflora glandulosa

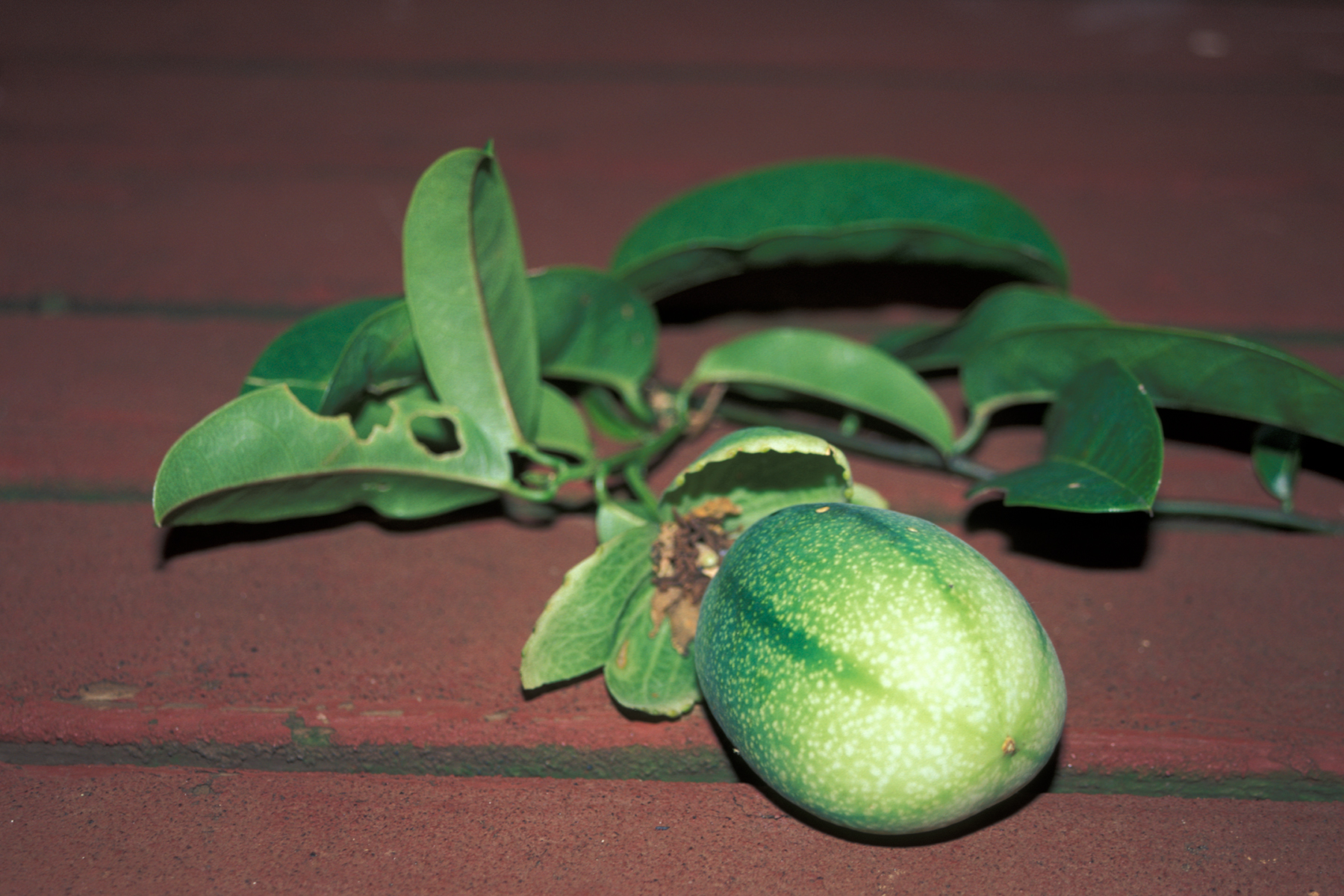
Passiflora laurifolia

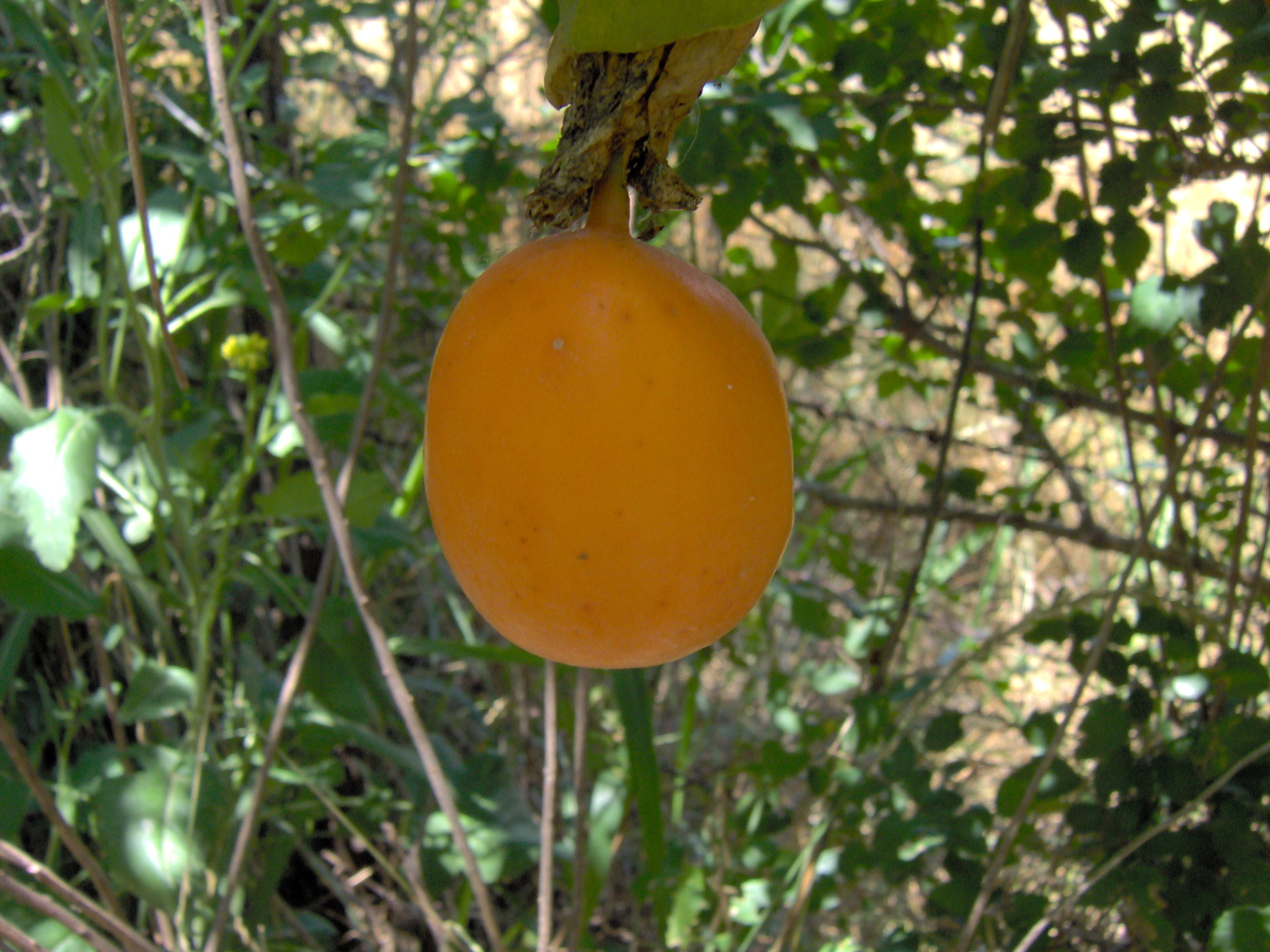
Passiflora ligularis

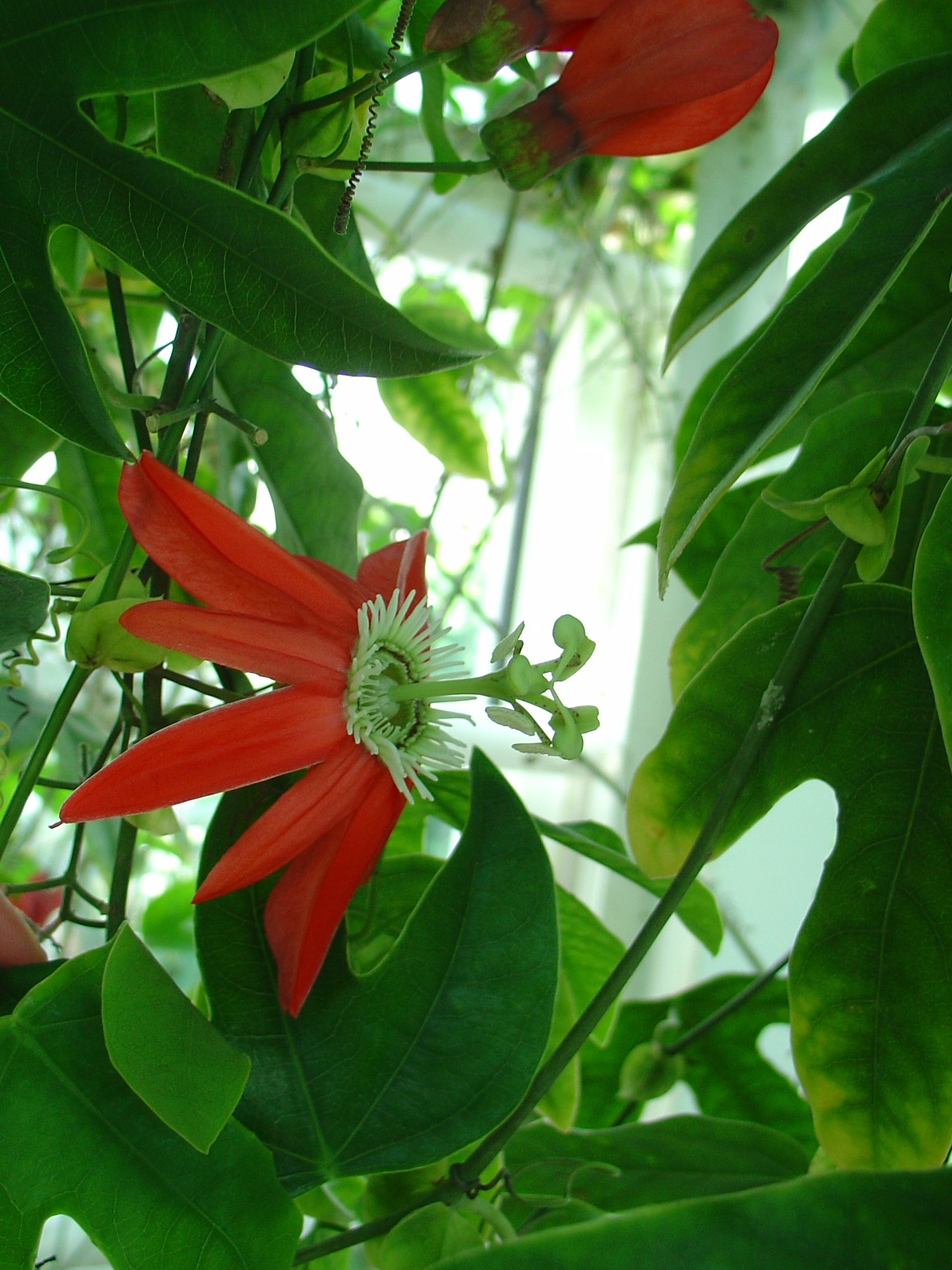
Passiflora racemosa

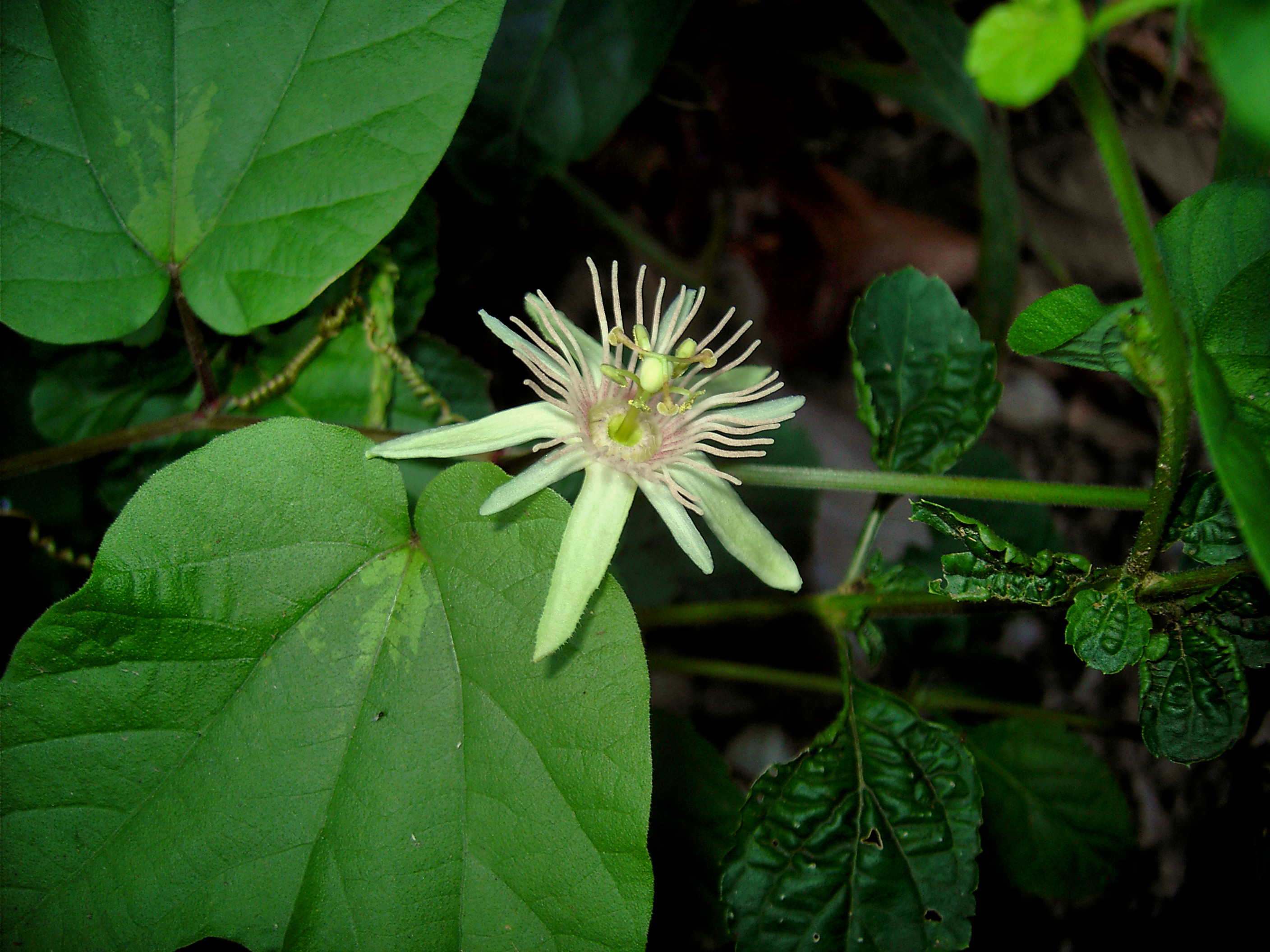
Passiflora rubra

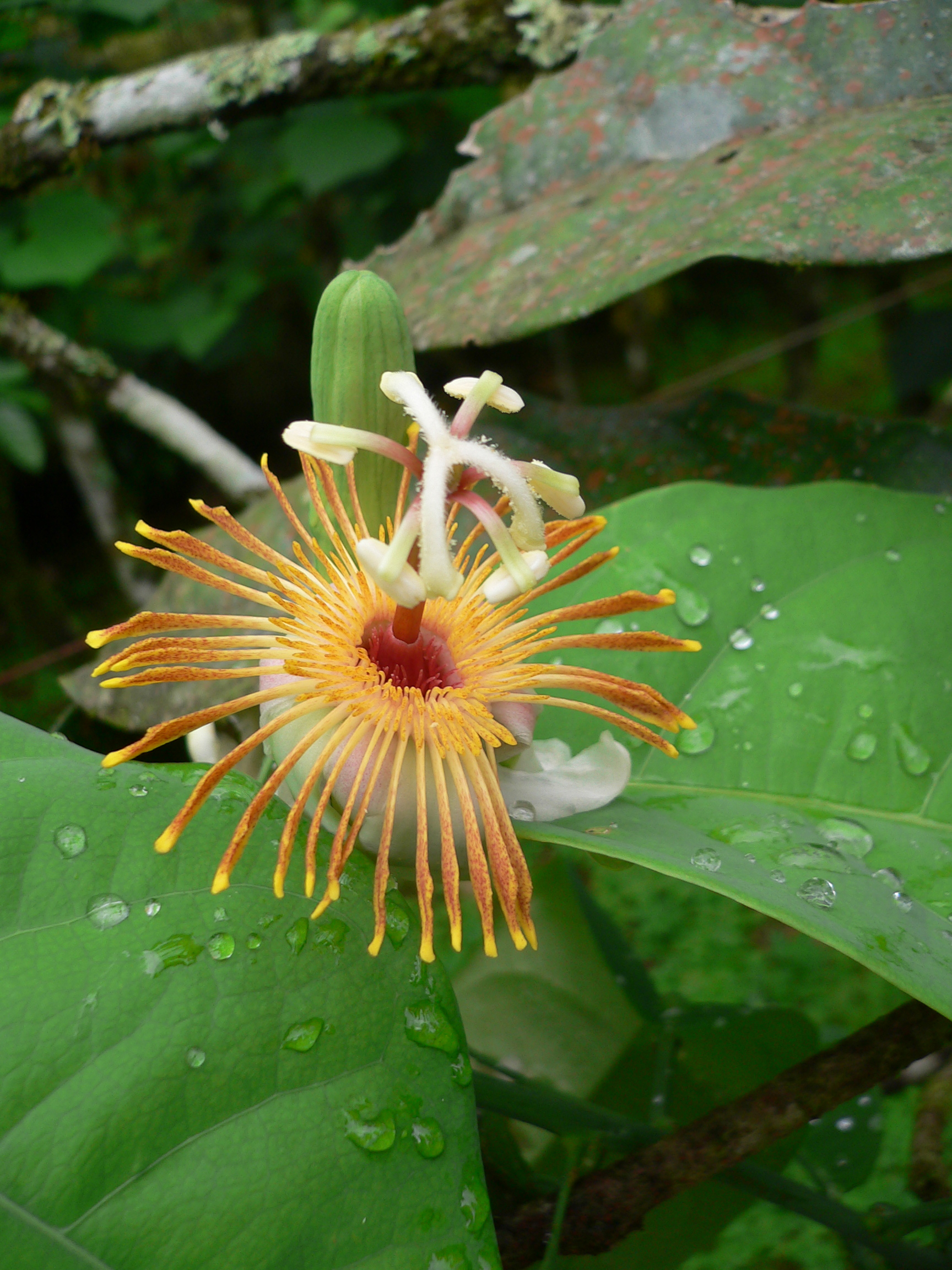
Passiflora pittieri

- ‡ Passiflora alata Curtis – winged-stem passion flower, ouvaca
- ¶ Passiflora altebilobata Hemsl.
- ‡ Passiflora ambigua Hemsl. ex Hook.f.
- Passiflora amethystina J.C.Mikan
- Passiflora amoena L.K.Escobar
- ‡ Passiflora ampullacea Harms
- Passiflora andina (H.Karst.) Killip
- Passiflora anfracta Mast. & André
- ‡ Passiflora antioquiensis H.Karst
- Passiflora arbelaezii L.Uribe
- Passiflora arborea Spreng.
- ‡ Passiflora arida (Mast. & Rose) Killip
- ¶ Passiflora aurantia G.Forst.
- ¶ Passiflora aurantioides (K. Schum.) Krosnick
- Passiflora auriculata Kunth
- Passiflora biflora Lam. – two-flowered passion flower
- Passiflora bogotensis Benth
- Passiflora brachyantha L.K.Escobar
- Passiflora bryonioides Kunth – cupped passion flower
- ‡ Passiflora caerulea L. – blue passion flower, common passion flower
- Passiflora capsularis L. – red granadilla
- Passiflora ciliata Aiton – fringed passionflower
- Passiflora cincinnata Mast.
- ¶ Passiflora cinnabarina Lindl.
- Passiflora cirrhiflora A.Juss.
- Passiflora citrina J.M.MacDougal – lemon-yellow passion flower
- Passiflora clypeophylla
- Passiflora coactilis Killip
- ‡ Passiflora coccinea Aubl. – Red granadilla
- ¶ Passiflora cochinchinensis Spreng.
- Passiflora colimensis Mast. & Rose ex Rose
- Passiflora complanata J.M.MacDougal in edit
- Passiflora coriacea Juss.
- ‡ Passiflora cumbalensis Harms
- Passiflora cuneata Willd.
- ¶ Passiflora cupiformis Mast.
- Passiflora cuspidifolia Harms
- Passiflora deidamioides Harms
- Passiflora deltoifolia Holm-Niels. & J.E.Lawesson
- Passiflora discophora P.Jørg. & J.E.Lawesson
- ¶ Passiflora eberhardtii Gagnep.
- Passiflora edmundoi Sacco
- † Passiflora edulis Sims – passion fruit, maracujá, parcha (Puerto Rico), wal dodam (Sinhalese), yellow granadilla, likkoi, marucuyá
- Passiflora eggersii Harms
- Passiflora eichleriana Mast.
- Passiflora eglandulosa
- Passiflora exsudans Zucc.
- ‡ Passiflora foetida L. – stinking passion flower, foetid passion flower, wild maracujá, running pop
- Passiflora fruticosa Killip
- Passiflora galbana Masters
- Passiflora gardneri Masters
- Passiflora gibertii N. E. Br.
- Passiflora glandulosa Cav.
- Passiflora goniosperma Killip
- Passiflora gracillima Killip
- Passiflora guatemalensis S. Wats.
- Passiflora haematostigma Mast.
- Passiflora hahnii Mast.
- Passiflora harlingii Holm-Niels.
- ¶ Passiflora henryii Hemsl.
- ‡¶ Passiflora herbertiana Ker Gawl. – native passionfruit
- Passiflora hirtiflora P.Jørg. & Holm-Niels.
- ¶ Passiflora hollrungii K.Schum.
- Passiflora holosericea L.
- Passiflora hyacinthiflora Planch. & Linden
- ‡ Passiflora incarnata L. – maypop, purple passion flower, ocoee (Cherokee)
- Passiflora indecora Kunth
- Passiflora insignis Hook.
- Passiflora jamesonii L.H.Bailey
- Passiflora jatunsachensis M.Schwerdtfeger
- ¶ Passiflora jiangfengensis S.M.Hwang and Q.Huang
- Passiflora jorullensis Kunth.
- ¶ Passiflora jugorum W.W.Sm.
- Passiflora juliana
- Passiflora kermesina Link & Otto
- ¶ Passiflora kuranda Krosnick
- ¶ Passiflora kwangtungensis Merr.
- Passiflora lanata Poir.
- Passiflora lancifolia
- † Passiflora laurifolia L. – water lemon, Jamaican honeysuckle
- ¶ Passiflora leschenaultii DC.
- † Passiflora ligularis A.Juss. – sweet granadilla
- Passiflora linda Panero
- Passiflora lindeniana Planch. ex Triana & Planch.
- Passiflora loefgrenii Vitta
- Passiflora loxensis Killip & Cuatrec.
- Passiflora lutea L. – yellow passion flower
- Passiflora luzmarina P.Jørg.
- Passiflora macdougaliana S.Knapp & J.Mallet
- Passiflora macfadyenii
- Passiflora macrophylla Spruce ex Mast. – tree passion flower
- Passiflora macvaughiana
- † Passiflora maliformis L. – sweet calabash
- Passiflora manicata (Juss.) Pers.
- Passiflora membranacea Benth.
- Passiflora menispermifolia Kunth
- Passiflora microstipula L.E.Gilbert & J.M.MacDougal
- Passiflora miersii Mast.
- Passiflora miniata Vanderpl.
- Passiflora misera Kunth
- ‡ Passiflora mixta L.f.
- ¶ Passiflora moluccana Reinw. ex Blume
- Passiflora monadelpha P.Jørg. & Holm-Niels.
- Passiflora montana
- Passiflora morifolia Mast. – blue sweet calabash, woodland passion flower
- Passiflora mucronata Lam.
- Passiflora multiflora L.– whiteflower passionflower
- Passiflora murucuja L.
- ¶ Passiflora napalensis Wall.
- ‡ Passiflora nitida Kunth.– bell apple
- Passiflora obtusifolia
- Passiflora odontophylla Harms ex Glaz.
- Passiflora oerstedii Mast.
- Passiflora organensis Gardner
- Passiflora ovalis Vell.
- Passiflora palenquensis Holm-Nielsen & Lawesson
- Passiflora pallens Poepp. ex Masters– pineland passionflower
- Passiflora pallida
- ¶ Passiflora papilio H.L.Li
- Passiflora pardifolia Vanderpl.
- Passiflora pectinata Griseb.
- Passiflora penduliflora Bert. ex DC.
- ¶ Passiflora perakensis Hallier f.
- ‡ Passiflora pergrandis Holm-Nielsen & Lawesson
- Passiflora picturata Ker Gawl.
- Passiflora pilosa Ruiz & Pavon ex DC.
- † Passiflora pinnatistipula Cav.
- Passiflora pittieri Mast.
- Passiflora platyloba Killip
- Passiflora pohlii Mast.
- Passiflora popenovii Killip
- Passiflora punctata L.
- Passiflora pusilla J.M.MacDougal
- Passiflora pyrrhantha Harms
- † Passiflora quadrangularis L. – giant granadilla, giant tumbo, badea
- Passiflora quetzal J.M.MacDougal
- Passiflora racemosa Brot.
- Passiflora reflexiflora Cav.
- Passiflora retipetala Mast.
- Passiflora rhamnifolia Mast.
- Passiflora roseorum Killip
- Passiflora rubra L.
- Passiflora sanctae-barbarae Holm-Nielsen & Jørgensen
- Passiflora sanguinolenta Mast.
- ‡ Passiflora schlimiana Triana & Planch.
- ‡ Passiflora seemannii Griseb.
- Passiflora sexocellata
- Passiflora sexflora Juss. – goatsfoot
- Passiflora serratifolia L.
- ‡ Passiflora serratodigitata L.
- Passiflora setacea DC.
- ¶ Passiflora siamica Craib
- Passiflora sicyoides Schlecht. & Cham.
- Passiflora smilacifolia J.M.MacDougal
- Passiflora sodiroi Harms
- Passiflora speciosa Gardner
- Passiflora sprucei Mast.
- Passiflora suberosa L. – corky-stemmed passion flower
- Passiflora subpeltata Ortega – white passion flower
- Passiflora subpurpurea Jørgensen & Holm-Nielsen
- ¶ Passiflora sumatrana Blume
- † Passiflora tarminiana Coppens & V.Barney – banana passion flower, curuba India, curuba ecuatoriana, banana pōka (Hawaiʻi), curuba quiteña (Colombia), tacso amarillo (Ecuador)
- Passiflora telesiphe Knapp & Mallet
- ¶ Passiflora tetrandra Banks & Sol. ex DC
- Passiflora tenuifila Killip
- Passiflora tenuiloba
- Passiflora tica Gómez-Laurito & L.D.Gómez
- ¶ Passiflora tonkinensis W.J.de Wilde
- Passiflora trialata Feuillet & J.M.MacDougal
- Passiflora tridactylites
- Passiflora trinervia (Juss.) Poir
- Passiflora trinifolia
- Passiflora tripartita (Juss.) Poir
  - † Passiflora tripartita var. mollissima
- Passiflora trisecta Mast.
- Passiflora trochlearis Jørgensen
- Passiflora tulae Urb.
- Passiflora ulmeri Schwerdtfeger
- Passiflora umbilicata (Griseb.) Harms
- Passiflora urbaniana Killip
- Passiflora vellozii Gardner
- Passiflora viridescens L.K. Escobar
- Passiflora viridiflora
- † Passiflora vitifolia Kunth
- Passiflora xiikzodz
- ¶ Passiflora xishuangbannaensis Krosnick
- Passiflora yucatanensis Killip
- Passiflora zamorana Killip

## Footnotes
† - principal culinary species fide Ulmer and MacDougall
‡ - other species with edible fruits fide Ulmer and MacDougall
¶ - Old World species fide Krosnick